# Società Sportiva Felice Scandone 2009-2010
Questa voce raccoglie le informazioni riguardanti la  Società Sportiva Felice Scandone nelle competizioni ufficiali della stagione 2009-2010.

## Verdetti stagionali
Competizioni nazionali
- Serie A:

stagione regolare: 9º posto su 15 squadre (13-15);
- Coppa Italia:

Eliminato in semifinale da Bologna.

## Stagione
La stagione 2009-2010 della Società Sportiva Felice Scandone sponsorizzata Air, è la 10ª nel massimo campionato italiano di pallacanestro, la Serie A.
All'inizio della nuova stagione la Lega Basket decise di modificare il regolamento riguardo al numero di giocatori stranieri da schierare contemporaneamente in campo. Si potevano iscrivere a referto 6 giocatori stranieri di cui massimo 3 non appartenenti a Paesi appartenenti alla FIBA Europe.
La stagione si apre all'insegna di radicali cambiamenti. Del roster 2008-2009 vengono confermati solo Antonio Porta, Andrea Iannicelli e Giovanni Napodano. Durante gli incontri precampionato la società colleziona numerose sconfitte, dimostrando però una buona tattica di gioco: 69-67 vs Pesaro, 74-65 vs Caserta, 81-70 vs Carife Ferrara, 62-50 vs Caserta (incontro sospeso al termine del terzo quarto causa black-out), 83-79 vs Teramo, 62-54 vs Sassari, 85-80 vs Efes Pilsen, 86-71 vs Montepaschi Siena e 93-75 vs Benetton Treviso. Le uniche vittorie negli incontri amichevoli prestagionali si registrano con Cantù (69-61), Biella (71-67) nonché la vittoria del Trofeo Vito Lepore.
Acquisita una buona preparazione e forma fisica il club riesce a conquistare la vittoria nel primo incontro ufficiale stagionale con il punteggio di 88-77 contro Pesaro degli ex Marques Green e Daniele Cinciarini, per ripetersi poi la settimana seguente, vincendo 82-58 contro la disorganizzata NSB Napoli, arrivando così ad essere per la prima volta nella sua storia in testa al campionato di A1, anche se alla pari con la Montepaschi Siena e la Benetton Treviso. Il 25 ottobre l'Air batte in trasferta la Lottomatica Roma con il punteggio di 78-74. Al termine dell'incontro il presidente Ercolino viene colpito da una bottiglietta d'acqua lanciata, probabilmente, da un sostenitore della squadra di casa. Accusato di aver provocato la tifoseria ospite, ha dichiarato che tale atteggiamenti, non volgari, sono stati frutto della troppa euforia dovuta al gioco espresso dalla sua squadra e, comunque, si è trattato solo di "un incidente di percorso". Nella quarta giornata di campionato, giocata il 1º novembre, Avellino sconfigge in casa Treviso con il punteggio di 82-80 dopo il 1º tempo supplementare (69-69 dopo i tempi regolamentari). Il 4 novembre la società ufficializza l'ingaggio di Mamoutou Diarra, che andrà a sostituire Cenk Akyol fino alla sua guarigione dall'infortunio al polso..

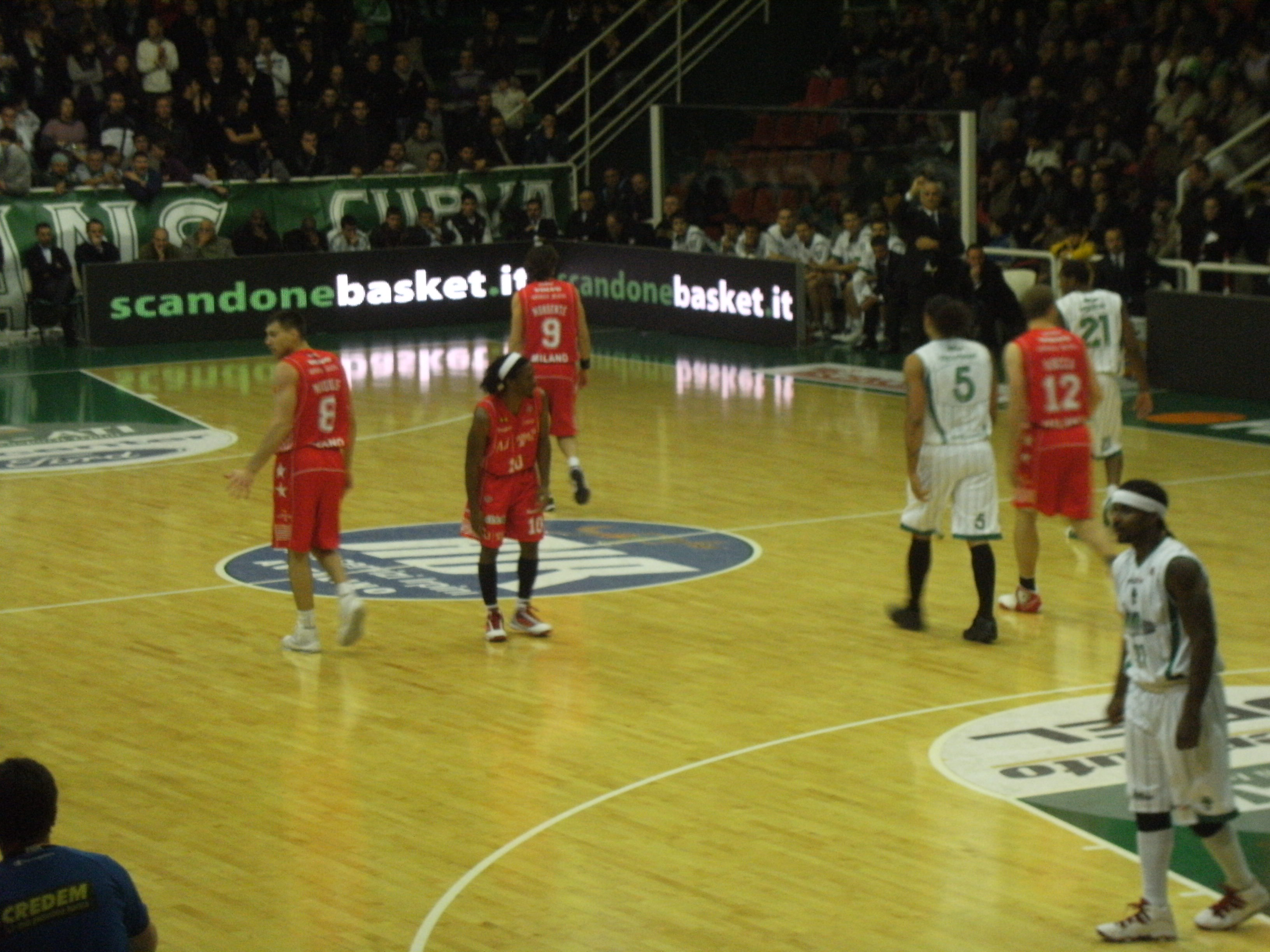
Air Avellino-Olimpia Milano

La quinta giornata di campionato, giocata al PalaWhirlpool di Varese, vede l'Air sconfiggere la formazione di casa con il punteggio di 91-74. Il 14 novembre, con la vittoria in casa contro Ferrara con il punteggio di 88-78 dopo il 1º tempo supplementare (75-75 dopo i tempi regolamentari) eguaglia il record di vittorie consecutive stabilito nella stagione 2007-2008. Il 22 novembre l'Air viene sconfitta in trasferta da Bologna con il punteggio di 73-55 cedendo la posizione di testa della classifica solitaria a Siena. Lo scontro diretto, giocato il 29 novembre, si conclude con la vittoria di Siena per 57-86. Il 30 novembre la Lega Basket ha deciso di accettare la candidatura della società ad organizzare l'edizione 2010 della Coppa Italia. La 9ª giornata di campionato, svoltasi il 6 dicembre, vede la Scandone sconfitta 98-78 da Teramo. Il 13 dicembre l'Air viene sconfitta in casa dall'Olimpia Milano con il punteggio di 73-66. Il 19 dicembre Avellino interrompe il digiuno di vittorie che durava da quattro incontri, sconfiggendo in casa Caserta per 73-66. Il 3 gennaio l'Air viene sconfitta in trasferta da Cantù per 85-61. La 13ª giornata di campionato si chiude con la vittoria casalinga di Avellino per 80-69 contro Montegranaro. Il 17 gennaio la Scandone viene sconfitta da Biella per 83-79. Il 24 gennaio l'Air chiude il girone d'andata con una vittoria casalinga contro Cremona con il punteggio di 71-63, conquistando la qualificazione alle Final Eight 2010.
La 1ª giornata del girone di ritorno vede la sconfitta di Avellino con il punteggio di 94-86 contro Pesaro. Il 7 febbraio Avellino conquista la prima vittoria casalinga del girone di ritorno superando per 172-70 la formazione under 19 di Napoli. A seguito dell'esclusione dal campionato della Nuova A.M.G. Sebastiani la gara è considerata nulla. Il 14 febbraio l'Air supera la Virtus Roma dell'ex allenatore Matteo Boniciolli con il punteggio di 74-56. La prima giornata di Coppa Italia (18 febbraio) vede la vittoria dell'Air contro Milano per 59-55.

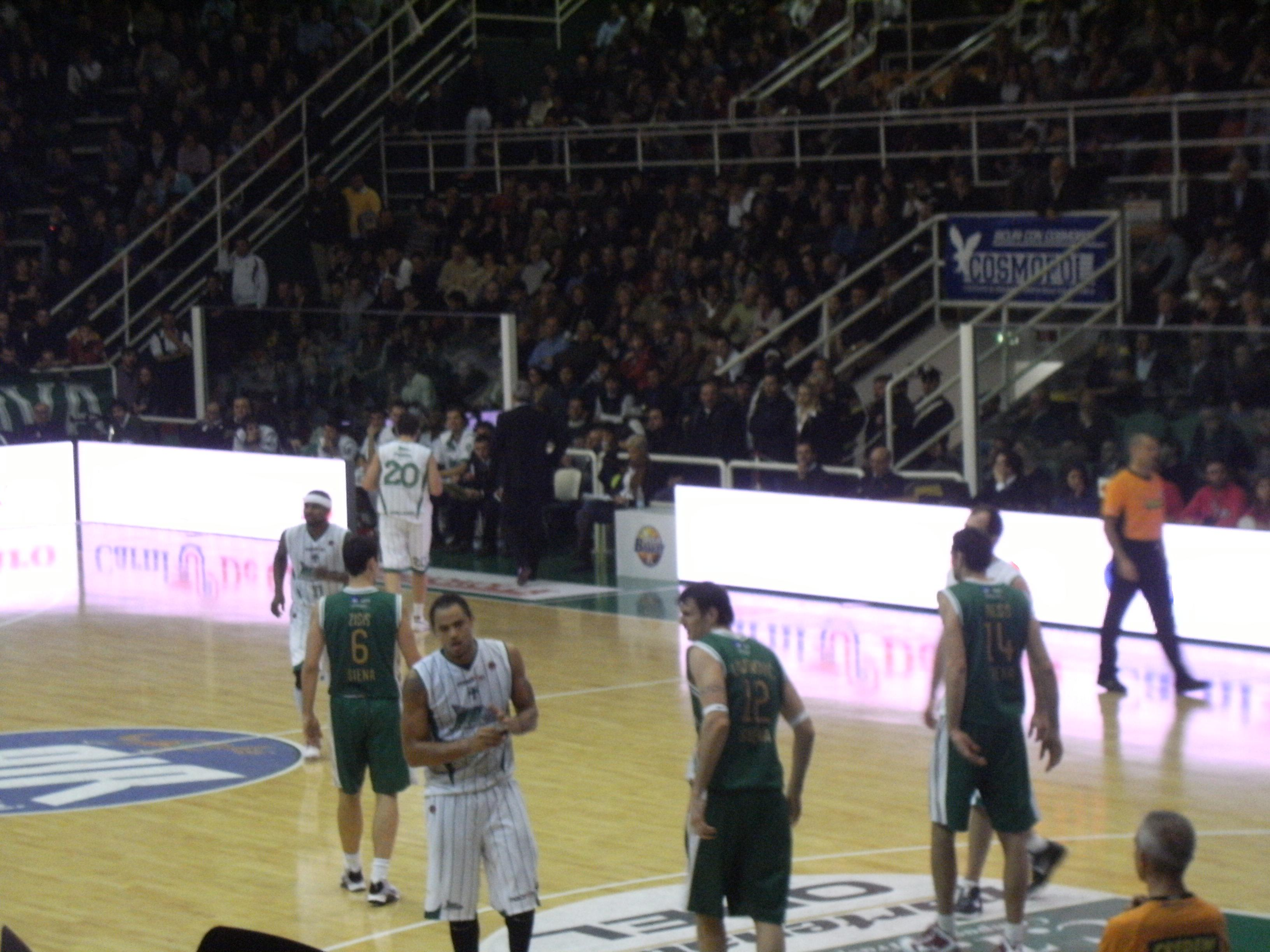
Scandone Avellino-Mens Sana Siena

Il 20 febbraio Avellino viene sconfitta da Bologna per 73-61 nella semifinale di Coppa Italia, risultando eliminata dalla competizione. Alla ripresa del campionato la Scandone cede a Treviso per 73-64. Il 7 marzo Avellino supera Varese con il punteggio di 76-67. La 21ª giornata di campionato vede la sconfitta di Avellino con Ferrara per 78-63. Il 21 marzo la Scandone subisce la prima sconfitta casalinga del girone di ritorno ad opera di Bologna con il punteggio di 79-82. Il 27 marzo Avellino viene sconfitta al PalaMensSana di Siena per 91-74. Il 3 aprile l'Air supera Teramo con il punteggio di 102-90. L'11 aprile Avellino viene sconfitta da Milano con il punteggio di 74-63. Il 18 aprile l'Air viene sconfitta da Caserta per 81-79 non riuscendo a sfruttare la contemporanea sconfitta di Treviso in ottica play-off. Il 24 aprile Avellino viene sconfitto da Cantù con il punteggio di 85-76. Complice la vittoria di Treviso con Siena l'Air abbandona per la prima volta dall'inizio della stagione la top-eight valida per la qualificazione alla post-seasons.
Il 2 maggio la Scandone conquista la prima vittoria esterna del girone di ritorno superando Montegranaro per 89-81, riconquistando l'ottava posizione in classifica. L'ultima vittoria in trasferta risaliva all'8 novembre, quinta giornata del girone di andata, contro Varese. L'8 maggio Avellino supera Biella con il punteggio di 77-74. L'ultima giornata di campionato vede la sconfitta della Scandone con Cremona per 81-69. Complice la vittoria di Treviso con Milano (91-59) non si qualifica per la post-seasons.

## Roster

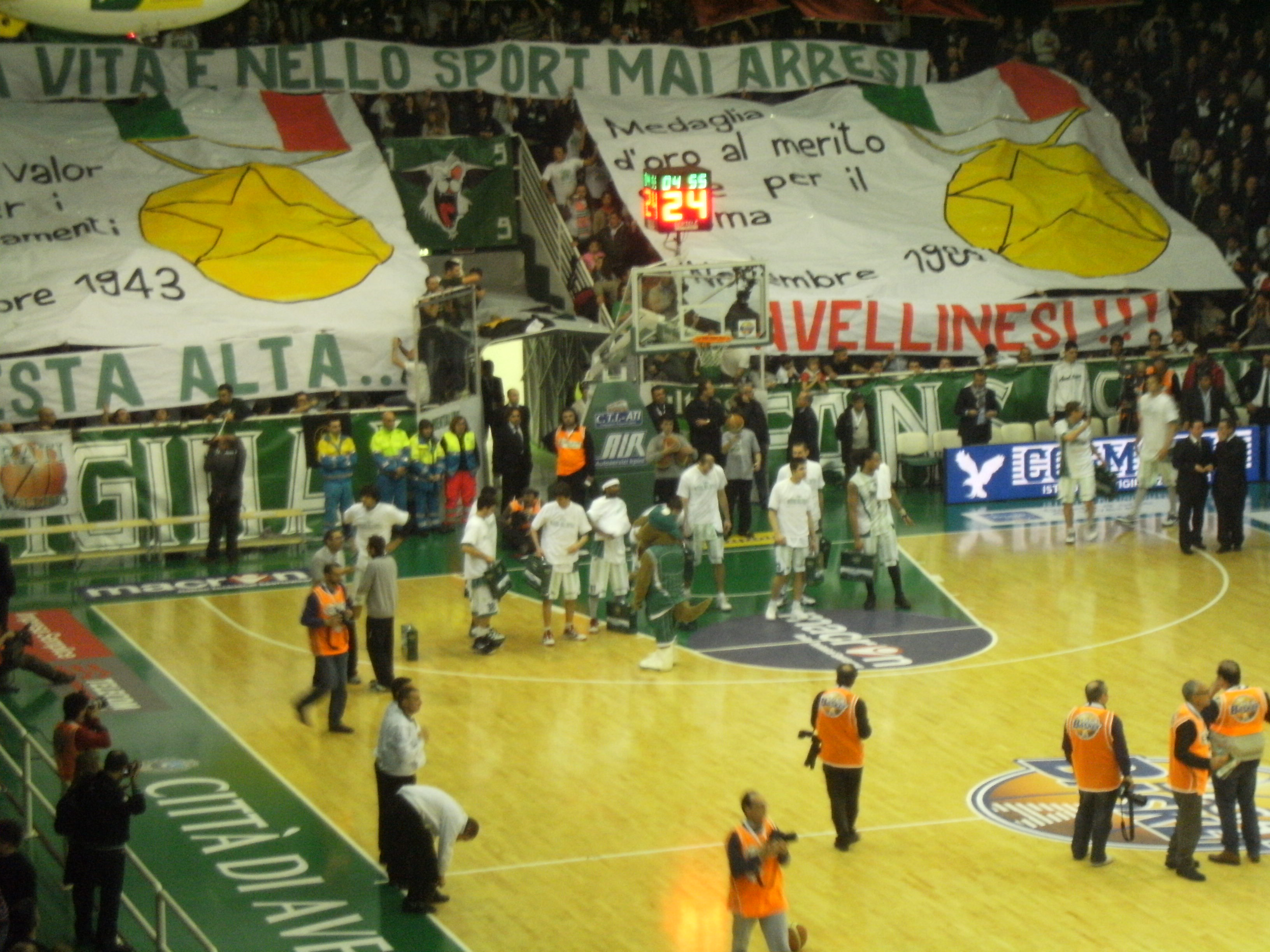
Roster 2009-2010

| Air Avellino 2008-09 | Air Avellino 2008-09 |
| Giocatori            | Staff tecnico        |
| -------------------- | -------------------- |

| N. | Naz.                                     | Ruolo | Nome               | Anno | Alt.   | Peso   |  |
| -- | ---------------------------------------- | ----- | ------------------ | ---- | ------ | ------ |  |
| 5  | Stati Uniti (bandiera)                   | AC    | Chevon Troutman    | 1981 | 202 cm | 109 kg |  |
| 8  | Polonia (bandiera)                       | AG    | Filip Dylewicz     | 1980 | 202 cm | 100 kg |  |
| 9  | Italia (bandiera)                        | C     | Roberto Casoli (C) | 1972 | 208 cm | 108 kg |  |
| 10 | Belgio (bandiera) · Italia (bandiera)    | PG    | Dimitri Lauwers    | 1979 | 187 cm | 82 kg  |  |
| 11 | Stati Uniti (bandiera)                   | P     | Dee Brown          | 1984 | 185 cm | 84 kg  |  |
| 13 | Italia (bandiera)                        | GA    | Riccardo Cortese   | 1986 | 197 cm | 90 kg  |  |
| 14 | Italia (bandiera)                        | G     | Andrea Iannicelli  | 1991 | 190 cm | 73 kg  |  |
| 18 | Italia (bandiera)                        | G     | Giovanni Napodano  | 1990 | 185 cm | 80 kg  |  |
| 19 | Francia (bandiera)                       | AP    | Mamoutou Diarra    | 1980 | 200 cm | 101 kg |  |
| 20 | Argentina (bandiera) · Italia (bandiera) | P     | Antonio Porta      | 1983 | 188 cm | 86 kg  |  |
| 21 | Stati Uniti (bandiera)                   | G     | DeMarcus Nelson    | 1985 | 193 cm | 90 kg  |  |
| 24 | Polonia (bandiera)                       | AC    | Szymon Szewczyk    | 1982 | 209 cm | 111 kg |  |
| 55 | Turchia (bandiera)                       | GA    | Cenk Akyol         | 1987 | 197 cm | 91 kg  |  |
| -  | Italia (bandiera)                        | G     | Antonio Di Luccio  | 1992 |        |        |  |

| Allenatore                                                                                             |
| - Cesare Pancotto                                                                                      |
| Assistente/i                                                                                           |
| - Gianluca De Gennaro - Daniele Michelutti Legenda - (C) Capitano - (IN) Inattivo - Infortunato Roster |

### Staff tecnico e dirigenziale
- Allenatore: Cesare Pancotto
- Assistente: Gianluca De Gennaro
- Assistente: Daniele Michelutti
- Preparatore Atletico:   Lorenzo Giannetti
- Medico: Franco Cerullo
- Medico: Gennaro Corbo
- Medico: Raffaele Piscopo
- Fisioterapista: Giuseppe Grassi
- Fisioterapista: Gerardo Zeccardo

- Presidente: Vincenzo Ercolino
- Amministratore Delegato: Luigi Ercolino
- Direttore Generale: Antonello Nevola
- Direttore Sportivo: Gaetano De Paola
- Addetto stampa: Maria Picariello
- Segreteria: Rossella Galante
- Segreteria: Ilaria Tomaselli
- Segr. sportiva: Gianluca Di Domenico
- Addetto agli Arbitri: Nino Mondo
- Resp. Tecnico Sett. Giovanile: Giuseppe Freda
- Resp. Statistiche: Giuseppe Adamo

## Mercato

### Sessione estiva
| Acquisti | Acquisti         | Acquisti          | Acquisti      | Acquisti |
| R.       | Nome             | da                | Modalità      |          |
| -------- | ---------------- | ----------------- | ------------- | -------- |
| G        | DeMarcus Nelson  | Chicago Bulls     | definitivo    |          |
| AC       | Chevon Troutman  | ASVEL             | definitivo    |          |
| P        | Dee Brown        | Maccabi Tel Aviv  | definitivo    |          |
| AG       | Filip Dylewicz   | Gdynia            | definitivo    |          |
| GA       | Cenk Akyol       | Efes Pilsen       | definitivo    |          |
| C        | Roberto Casoli   | Pall. Pavia       | definitivo    |          |
| GA       | Riccardo Cortese | Fortitudo Bologna | definitivo    |          |
| G        | Dimitri Lauwers  | Virtus Bologna    | definitivo    |          |
| AC       | Szymon Szewczyk  | Lokomotiv Kuban'  | definitivo    |          |
| A        | Marco Rossetti   | Basket Livorno    | fine prestito |          |

| Cessioni | Cessioni           | Cessioni       | Cessioni       | Cessioni |
| R.       | Nome               | a              | Modalità       |          |
| -------- | ------------------ | -------------- | -------------- | -------- |
| GA       | Chris Warren       | Bilbao Berri   | fine contratto |          |
| G        | Daniele Cinciarini | V.L. Pesaro    | fine contratto |          |
| AG       | Nikola Radulović   | N.B. Brindisi  | fine contratto |          |
| C        | Andrea Crosariol   | Pall. Treviso  | fine prestito  |          |
| A        | Tamar Slay         | Pistoia Basket | fine contratto |          |
| P        | Travis Best        | Free agent     | fine contratto |          |
| G        | Peter Lisicky      |                | ritirato       |          |
| C        | Eric Williams      | Free agent     | fine contratto |          |
| AG       | Marko Tušek        | Pall. Varese   | fine contratto |          |
| G        | Drake Diener       | Teramo Basket  | fine contratto |          |
| A        | Marco Rossetti     | Junior Casale  | fine contratto |          |

### Dopo l'inizio della stagione
| Acquisti | Acquisti        | Acquisti   | Acquisti        | Acquisti   |
| R.       | Nome            | da         | Data            | Modalità   |
| -------- | --------------- | ---------- | --------------- | ---------- |
| AP       | Mamoutou Diarra | Free agent | 5 novembre 2009 | definitivo |

| Cessioni | Cessioni        | Cessioni | Cessioni        | Cessioni    |
| R.       | Nome            | a        | Data            | Modalità    |
| -------- | --------------- | -------- | --------------- | ----------- |
| AP       | Mamoutou Diarra | Roanne   | 26 gennaio 2010 | rescissione |

## Risultati

### Campionato
Gli incontri, per delibera della FIP, della Real Sebastiani Rieti (58-82 il 18 ottobre 2009 presso il PalaBarbuto e 172-70 il 7 febbraio 2010 presso il PalaDelMauro) non sono stati considerati all'atto della stesura della classifica.

#### Girone di andata
| Avellino 11 ottobre 2009, ore 20:00 UTC+2 1ª giornata | Scandone Avellino | 88 – 77 referto | V.L. Pesaro | PalaDelMauro |

| Roma 25 ottobre 2009, ore 18:15 UTC+1 3ª giornata | Virtus Roma | 74 – 78 referto | Scandone Avellino | PalaLottomatica |

| Avellino 1º novembre 2009, ore 18:15 UTC+1 4ª giornata | Scandone Avellino | 82 – 80 (d.t.s.) referto | Pall. Treviso | PalaDelMauro |

| Varese 8 novembre 2009, ore 18:15 UTC+1 5ª giornata | Pall. Varese | 74 – 91 referto | Scandone Avellino | PalaWhirlpool |

| Avellino 14 novembre 2009, ore 20:00 UTC+1 6ª giornata | Scandone Avellino | 88 – 78 (d.t.s.) referto | Pall. Ferrara | PalaDelMauro |

| Casalecchio Di Reno 22 novembre 2009, ore 18:15 UTC+1 7ª giornata | Virtus Bologna | 73 – 55 referto | Scandone Avellino | Unipol Arena |

| Avellino 29 novembre 2009, ore 18:15 UTC+1 8ª giornata | Scandone Avellino | 57 – 86 referto | Mens Sana Siena | PalaDelMauro |

| Teramo 6 dicembre 2009, ore 18:15 UTC+1 9ª giornata | Teramo Basket | 98 – 78 referto | Scandone Avellino | PalaScapriano |

| Avellino 13 dicembre 2009, ore 18:15 UTC+1 10ª giornata | Scandone Avellino | 66 – 73 referto | Olimpia Milano | PalaDelMauro |

| Avellino 19 dicembre 2009, ore 20:00 UTC+1 11ª giornata | Scandone Avellino | 73 – 66 referto | Juvecaserta | PalaDelMauro |

| Cucciago 3 gennaio 2010, ore 14:00 UTC+1 12ª giornata | Pall. Cantù | 85 – 61 referto | Scandone Avellino | PalaPianella |

| Avellino 10 gennaio 2010, ore 18:15 UTC+1 13ª giornata | Scandone Avellino | 80 – 69 referto | Sutor Montegranaro | PalaDelMauro |

| Biella 17 gennaio 2010, ore 18:15 UTC+1 14ª giornata | Pall. Biella | 83 – 79 referto | Scandone Avellino | Palacoop |

| Avellino 24 gennaio 2010, ore 18:15 UTC+1 15ª giornata | Scandone Avellino | 71 – 63 referto | Corona Cremona | PalaDelMauro |

#### Girone di ritorno
| Pesaro 31 gennaio 2010, ore 18:15 UTC+1 1ª giornata | V.L. Pesaro | 94 – 86 referto | Scandone Avellino | Adriatic Arena |

| Avellino 14 febbraio 2010, ore 12:00 UTC+1 3ª giornata | Scandone Avellino | 74 – 56 referto | Virtus Roma | PalaDelMauro |

| Treviso 27 febbraio 2010, ore 20:00 UTC+1 4ª giornata | Pall. Treviso | 73 – 64 referto | Scandone Avellino | Palaverde |

| Avellino 7 marzo 2010, ore 18:15 UTC+1 5ª giornata | Scandone Avellino | 76 – 67 referto | Pall. Varese | PalaDelMauro |

| Ferrara 14 marzo 2010, ore 18:15 UTC+1 6ª giornata | B.C. Ferrara | 78 – 63 referto | Scandone Avellino | PalaSegest |

| Avellino 21 marzo 2010, ore 20:30 UTC+1 7ª giornata | Scandone Avellino | 79 – 82 referto | Virtus Bologna | PalaDelMauro |

| Siena 27 marzo 2010, ore 20:30 UTC+1 8ª giornata | Mens Sana Siena | 91 – 74 referto | Scandone Avellino | PalaMensSana |

| Avellino 3 aprile 2010, ore 18:15 UTC+1 9ª giornata | Scandone Avellino | 102 – 90 referto | Teramo Basket | PalaDelMauro |

| Assago 11 aprile 2010, ore 18:15 UTC+1 10ª giornata | Olimpia Milano | 74 – 63 referto | Scandone Avellino | Mediolanum Forum |

| Castel Morrone 18 aprile 2010, ore 18:15 UTC+1 11ª giornata | Juvecaserta | 81 – 79 referto | Scandone Avellino | PalaMaggiò |

| Avellino 24 aprile 2010, ore 20:00 UTC+1 12ª giornata | Scandone Avellino | 76 – 85 referto | Pall. Cantù | PalaDelMauro |

| Ancona 2 maggio 2010, ore 18:15 UTC+2 13ª giornata | Sutor Montegranaro | 81 – 89 referto | Scandone Avellino | PalaSavelli |

| Avellino 8 maggio 2010, ore 20:30 UTC+2 14ª giornata | Scandone Avellino | 77 – 74 (d.t.s.) referto | Pall. Biella | PalaDelMauro |

| Cremona 16 maggio 2010, ore 18:15 UTC+2 15ª giornata | Corona Cremona | 81 – 76 referto | Scandone Avellino | PalaRadi |

### Coppa Italia
| Avellino 18 febbraio 2010, ore 20:30 UTC+1 Quarti di finale | Olimpia Milano | 55 – 59 referto | Scandone Avellino | PalaDelMauro |

| Avellino 20 febbraio 2010, ore 20:30 UTC+1 Semifinale | Virtus Bologna | 73 – 61 referto | Scandone Avellino | PalaDelMauro |